# Johan Devrindt
Johan Devrindt (* 14. April 1945 in Lommel) ist ein ehemaliger belgischer Fußballspieler.

## Karriere

### Verein
Devrindt begann mit dem Fußballspielen in der Jugend von VV Overpelt Fabriek in seiner Heimatstadt Lommel. 1964 debütierte er beim RSC Anderlecht. Dort blieb er sechs Jahre. In dieser Zeit gewann er vier Mal in Folge die belgische Meisterschaft und einmal den belgischen Fußballpokal.
1970 wechselte Devrindt in die Niederlande zum PSV Eindhoven. Zwei Jahre später kehrte er nach Belgien zurück, wo er bis 1974 für den FC Brügge spielte. Es folgte ein zweijähriges Engagement beim KSC Lokeren.
1976 wechselte Devrindt mit 32 Jahren für vier Spielzeiten zum FC Winterslag. Im Jahr 1980 ging er zur R.A.A. La Louvière in der zweiten belgischen Liga. Ab 1981 spielte er bei KVK Tienen, wo er 1982 seine Spielerkarriere mit 38 Jahren beendete.

### Nationalmannschaft
Devrindt debütierte im September 1964 in einem Freundschaftsspiel gegen die Niederlande für die belgische Nationalmannschaft, die nach Einwechslung von Torhüter Jean-Marie Trappeniers ausschließlich aus Spielern des RSC Anderlecht bestand.
1970 stand er im Aufgebot für die Weltmeisterschaft in Mexiko, bei der er in den Vorrundenspielen gegen El Salvador (3:0) und Mexiko (0:1) zum Einsatz kam.
In den Qualifikationsspielen zur Fußball-Europameisterschaft 1972 erzielte er in den Vorrundenspielen gegen Gruppengegner Dänemark beim 2:0 am 25. November 1970 in Brügge und beim 2:1 im Rückspiel in Kopenhagen am 26. Mai 1971 jeweils beide Tore für Belgien. Nach erfolgreicher Qualifikation wurde Devrindt jedoch nicht in den belgischen Kader für die Endrunde im eigenen Land berufen.
Sein letztes Länderspiel bestritt er am 27. September 1975 im Qualifikationsspiel zur Europameisterschaft 1976 gegen die DDR.
Johan Devrindt absolvierte insgesamt 23 Länderspiele für die belgische Nationalmannschaft, in denen er 15 Tore erzielte.